# Castillo Saga
El Castillo Saga (佐賀城 Saga-jō?) es un castillo japonés localizado en Saga, prefectura de Saga, Japón. Este castillo es del tipo hirajiro, un castillo construido sobre una superficie plana en lugar de estar en lo alto de colinas o montañas, además de que está rodeado por muros en lugar de estar construido sobre una base de piedra.

## Historia
El castillo perteneció al clan Nabeshima, los daimyō del Dominio de Saga y fue construido entre 1608 y 1611 por Nabeshima Katsushige, el primer señor feudal del dominio. Un incendio en 1726 daño la estructura del castillo y por lo que el castillo fue renovado dos años más tarde. Otro segundo incendio daño el castillo nuevamente en 1853. Nabeshima Naomasa se encargó de volverlo a reconstruir tres años después. En 1874 el castillo fue utilizado como edificio de la corte y oficina de la prefectura y en ese mismo año el castillo fue el escenario de la Rebelión Saga, una serie de levantamientos armados protagonizados por samurái y que se sucederían hasta la Rebelión Satsuma de 1877. En 1883 se convirtió en escuela primaria. Entre 2001 y 2004, el palacio principal del castillo fue restaurado y el día de hoy aloja un museo y es la reconstrucción de un castillo de madera más grande en Japón.